# بایلشتاین هسه
بایلشتاین هسه (به آلمانی: Beilstein) یک منطقهٔ مسکونی در آلمان است که در گرایفنشتاین واقع شده‌است. بایلشتاین هسه ۱٬۴۶۴ نفر جمعیت دارد.